# Dvorce (Moravia-Slesia)
Dvorce (in tedesco Hof) è un comune della Repubblica Ceca facente parte del distretto di Bruntál, nella regione della Moravia-Slesia.